# Paràfrasi de Sem
La Paràfrasi de Sem es el primer dels cinc llibres que es troben al Còdex VII, (1-49) dels Manuscrits de Nag Hammadi. Es conserva en llengua copta, però s'hauria pogut redactar en un original grec, a la primera meitat del segle ii a la Síria oriental.

## Contingut
El llibre és essencialment un apocalipsi, on Sem, el fill de Noè, descriu la revelació que li fa Derdekeas, fill de la llum infinita. Explica l'ascensió de Sem i la seva transformació en un ser celestial al final d'una experiència extàtica, i també el seu retorn a la Terra. També dona una versió pròpia del Diluvi, de la destrucció de Sodoma, del baptisme de Jesús i de la resurrecció del Salvador. El text diu que Sem és la primera persona al món, contradient el que diu l'Antic Testament sobre Adam, però això pot estar relacionat amb la figura de Jesús que, segons el Nou Testament, va dir "Abans que Abraham hi fos, jo sóc ". El text s'acaba amb una indicació a Sem sobre la seva missió a la terra i una mena de conclusió.

## Peculiaritats
El text és clarament gnòstic i presenta connexions amb filòsofs com Bardesanes d'Edessa i Mani, relacionats amb el maniqueisme. Però té algunes particularitats que el distingeixen d'altres obres gnòstiques:
- L'existència de tres poders primordials, que no estan situats al mateix nivell.
- El paper de Derdekeas, fill o imatge de la Llum, que en aquest text és el Salvador i el Revelador.
- El significat de Sem, que s'origina en un esperit inconscient.
- La història de la Salvació descrita com l'empresonament i l'alliberament de l'Esperit, i no de Sem.
- El paper positiu dels sodomites, que reben l'ensenyament de Sem.
- Les funcions obscures del dimoni Soldas i la dona Rebouel.
- L'ascens de Sem a través de les esferes celestials.
- Una discussió sobre el baptisme amb aigua.
- La importància del component escatològic, inusual en un tractat gnòstic.
- L'ús d'imatges sexuals, no gaire freqüents en textos gnòstics.[2]